# Superradiància
En física, la superradiància és els efectes de millora de la radiació en diversos contextos, com ara la mecànica quàntica, l'astrofísica i la relativitat.

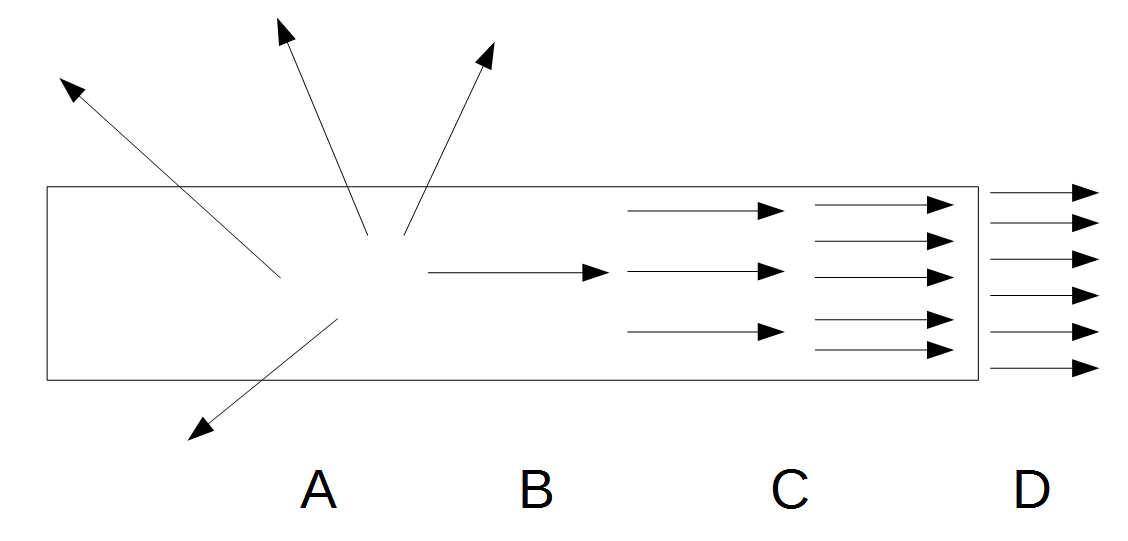
Esquema d'un super radiador: R: Emissions espontànies en diferents direccions B: Emissió espontània en direcció a l'eix del ressonador C: l'emissió espontània es veu potenciada per l'emissió estimulada D: llum emesa

## Òptica quàntica
A falta d'un terme millor, un gas que irradia fortament a causa de la coherència s'anomenarà "super-radiant".
— Robert H. Dicke, 1954,

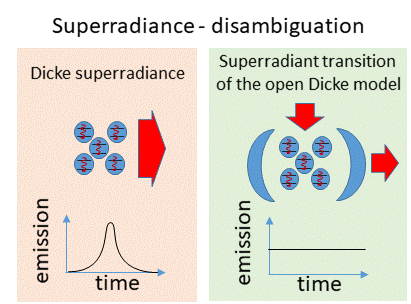
Representació esquemàtica de la diferència entre la superradiància de Dicke i la transició superradiant del model de Dicke.

En òptica quàntica, la superradiància és un fenomen que es produeix quan un grup d'emissors N, com els àtoms excitats, interaccionen amb un camp de llum comú. Si la longitud d'ona de la llum és molt més gran que la separació dels emissors, aleshores els emissors interactuen amb la llum d'una manera col·lectiva i coherent. Això fa que el grup emeti llum com un pols d'alta intensitat (amb velocitat proporcional a N2). Aquest és un resultat sorprenent, dràsticament diferent de la desintegració exponencial esperada (amb velocitat proporcional a N ) d'un grup d'àtoms independents (vegeu emissió espontània). Des de llavors, la superradiància s'ha demostrat en una gran varietat de sistemes físics i químics, com ara les matrius de punts quàntics i els agregats J. Aquest efecte s'ha utilitzat per produir un làser superradiant.

## Superradiància rotacional
La superradiància de rotació s'associa amb l'acceleració o el moviment d'un cos proper (que proporciona l'energia i l'impuls per a l'efecte). També es descriu de vegades com la conseqüència d'un camp diferencial "eficaç" al voltant del cos (per exemple, l'efecte de les forces de marea). Això permet que un cos amb una concentració de moment angular o lineal es mogui cap a un estat d'energia inferior, fins i tot quan no hi ha un mecanisme clàssic evident perquè això passi. En aquest sentit, l'efecte té algunes similituds amb el túnel quàntic (per exemple, la tendència de les ones i partícules a "trobar la manera" d'explotar l'existència d'un potencial energètic, malgrat l'absència d'un mecanisme clàssic evident perquè això passi).
- En la física clàssica, normalment s'espera que el moviment o la rotació d'un cos en un medi de partícules doni com a resultat la transferència d'impuls i d'energia a les partícules circumdants, i aleshores hi ha una major probabilitat estadística que les partícules es descobreixin seguint trajectòries que impliquen l'eliminació de partícules. impuls del cos.
- En mecànica quàntica, aquest principi s'estén al cas dels cossos que es mouen, s'acceleren o giren en el buit; en el cas quàntic, es diu que les fluctuacions quàntiques amb vectors adequats s'estiren i es distorsionen i proporcionen energia i impuls pel moviment del cos proper., amb aquesta amplificació selectiva que genera radiació física real al voltant del cos.

Quan una descripció clàssica d'una esfera ingràvida aïllada girant en el buit tendirà a dir que l'esfera continuarà girant indefinidament, a causa de la manca d'efectes de fricció o qualsevol altra forma d'acoblament evident amb el seu entorn buit suau, sota la mecànica quàntica el La regió de buit circumdant no és del tot suau, i el camp de l'esfera pot combinar-se amb fluctuacions quàntiques i accelerar-les per produir radiació real. Els hipotètics fronts d'ona virtuals amb camins adequats al voltant del cos són estimulats i amplificats en fronts d'ona físics reals pel procés d'acoblament. De vegades, les descripcions es refereixen a aquestes fluctuacions fent "pessigolles" al camp per produir l'efecte
En els estudis teòrics dels forats negres, l'efecte també es descriu de vegades com la conseqüència de les forces gravitatòries de marea al voltant d'un cos fortament gravitatori que separen parells de partícules virtuals que, d'altra manera, s'aniquilarien mútuament ràpidament, per produir una població de partícules reals a la regió fora del horitzó.
La bomba del forat negre és una inestabilitat que creix exponencialment en la interacció entre un camp bosònic massiu i un forat negre giratori.

## Astrofísica i relativitat
En astrofísica, un exemple potencial de superradiància és la radiació de Zeldovich. Va ser Yakov Zeldovich qui va descriure per primera vegada aquest efecte el 1971, Igor Novikov a la Universitat de Moscou va desenvolupar encara més la teoria. Zeldovich va triar el cas sota l'electrodinàmica quàntica (QED) on s'espera que la regió al voltant de l'equador d'una esfera metàl·lica que gira de manera tangencial, i va suggerir que el cas d'una massa gravitatòria giratòria, com un forat negre de Kerr hauria de produir. efectes d'acoblament similars, i haurien d'irradiar d'una manera anàloga.
Això va ser seguit pels arguments de Stephen Hawking i d'altres que un observador accelerat prop d'un forat negre (per exemple, un observador acuradament baixat cap a l'horitzó al final d'una corda) hauria de veure la regió habitada per radiació "real", mentre que per a una distància llunyana. observador, aquesta radiació es diria que és "virtual". Si l'observador accelerat a prop de l'horitzó d'esdeveniments atrapa una partícula propera i la llança a l'observador llunyà per a la captura i l'estudi, llavors per a l'observador llunyà, l'aparició de la partícula es pot explicar dient que l'acceleració física de la partícula s'ha transformat. d'una partícula virtual a una partícula "real" (vegeu la radiació de Hawking).
Arguments similars s'apliquen als casos d'observadors en fotogrames accelerats (radiació Unruh). La radiació Cherenkov, radiació electromagnètica emesa per partícules carregades que viatgen a través d'un medi de partícules a una velocitat superior a la nominal de la llum en aquest medi, també s'ha descrit com a "superradiància de moviment inercial".
Exemples addicionals de superradiància en entorns astrofísics inclouen l'estudi de les erupcions de radiació a les regions que allotgen màser i les ràfegues ràpides de ràdio. L'evidència de superradiància en aquests entorns suggereix l'existència d'emissions intenses d'estats mecànics quàntics entrellaçats, que impliquen un nombre molt gran de molècules, presents de manera omnipresent a tot l'univers i que abasten grans distàncies (per exemple, des d'uns pocs quilòmetres en el medi interestel·lar fins a possiblement). més de diversos milers de milions de quilòmetres).